# Smash (seriál)
Smash je americký muzikálový dramatický televizní seriál, který vytvořila Theresa Rebeck a produkoval Steven Spielberg. Seriál se točí okolo příprav na nový broadwayský muzikál založený na životě Marilyn Monroe.
Ve Spojených státech seriál vysílala televizní stanice NBC a produkovala ho DreamWorks Television. Seriál se poprvé vysílal 6. února 2012. V hlavních rolích se objevili Debra Messing, Jack Davenport, Megan Hilty, Katharine McPhee a Anjelica Huston. Ve druhé sérii se k hlavním hercům přidali Jeremy Jordan, Krysta Rodriguez, Leslie Odom mladší a Andy Mientus.
Dne 22. března 2012 obnovila NBC seriál pro druhou sérii, která začala dvouhodinovou epizodou, premiérově vysílanou dne 5. února 2013. Dne 13. března oznámila NBC změnu ve vysílání a počínaje 6. dubnem 2013 se seriál místo v úterý vysílá v sobotu večer. Josh Safran, výkonný producent druhé řady, řekl, že poslední epizoda druhé řady bude poslední epizodou celého seriálu, protože seriál pro třetí sérii nebude obnoven.
Seriál, a zvláště pilotní díl, byl příznivě přijat i kritiky. První řada získala cenu Emmy za nejlepší choreografii. Seriál byl také nominován na Zlatý glóbus a cenu Grammy.

## Děj seriálu
Seriál pojednává o vytvoření nového broadwayského muzikálu založeném na životě Marilyn Monroe. Když se začíná zkoušet, všichni zúčastnění se musí vyrovnávat a hledat rovnováhu mezi svým chaotickým osobním životem a na vysoké požadavky, které jsou na ně kladeny v divadle.
V seriálu zní původní hudba, kterou složili Marc Shaiman a Scott Wittman.

## Postavy a obsazení
- Debra Messingová jako Julia Houston, autorka textů, libreta a spoluautorka muzikálu. Je vdaná a má syna, ale v minulosti měla milostnou aféru s Michaelem, který si na workshopu k muzikálu zahrál roli Joa DiMaggia. Postava Julie je založená na tvůrkyni seriálu, Therese Rebeck.
- Jack Davenport jako Derek Wills, okouzlující (ale také sukničkářský) režisér muzikálu, který za každou cenu doufá v úspěch muzikálu, i kdyby to znamenalo přivést hlavní postavu do kompromitující situace. Střídavě chodí a nechodí s Ivy, představitelkou Marylin na workshopu, ačkoliv rovněž projevil zájem o Karen Cartwright a Rebeccu Duvall.
- Katharine McPhee jako Karen Cartwright, dívka z Iowy, která úspěšně absolvovala konkurz a stala se favoritkou na roli Monroe. V zábavním průmyslu je nováčkem a její kolegové ji často odsuzují pro naivitu. Její talent a odhodlanost jsou ovšem ohromující. Po odchodu Rebeccy Duvall hrála hlavní roli Marylin v bostonských předpremiérových představeních.
- Christian Borle jako Tom Levitt, skládá hudbu k muzikálu a Juliin spolupracovník na tomto projektu. S Derekem se velmi nemají rádi kvůli neúspěšnému projektu před jedenácti lety. Zamiluje se do okouzlujícího právníka a republikána Johna Goodwina, ale přitahuje ho i Sam, jeden z Ivyiných přátel, který je v muzikále ve sboru.
- Megan Hilty jako Ivy Lynn, ostřílená muzikálová herečka, která měla roli Monroe v kapse, dokud se neobjevila Karen a Ivy tedy musela soutěžit s nováčkem. Střídavě chodí a nechodí s Derekem. Roli Marylin si zahraje na workshopu, ale nakonec je nahrazena celebritou Rebeccou Duvall (Uma Thurman). Velmi často v různých situacích soutěží s Karen, ale roli Marylin v bostonském uvedení nakonec nezíská.
- Anjelica Huston jako Eileen Rand, houževnatá producentka muzikálu, která právě prochází rozvodovým řízením s manželem, který by mohl muzikál ohrozit.
- Leslie Odom mladší jako Sam Strickland (vedlejší postava v 1. sérii, hlavní postava ve 2. sérii), člen souboru. Velmi se přátelí s Ivy, je gay a zajímá ho sport. Chodí s Tomem.
- Jeremy Jordan jako Jimmy Collins (2. řada), muž z dělnické třídy z Brooklynu, který je na cestě k sebezničení.
- Andy Mientus jako Kyle Bishop (2. řada), chudý kluk z Brooklynu, který sní o tom, že se stane skladatelem na Broadwayi.
- Krysta Rodriguez jako Ana Vargas (2. řada), Karenina nová spolubydlící, která se nemůže dočkat svého velkého průlomu.
- Raza Jaffrey jako Dev Sundaram (1. řada), Karenin přítel a spolubydlící, který pracuje v kanceláři starosty. Nutí Karen vybrat si mezi jejich vztahem nebo prací na muzikálu. Požádá Karen o ruku, ale když Karen prokáže pochybnosti, tak se Dev vyspí s Ivy, která o tom později Karen řekne. Rozzlobená Karen se s Devem rozchází.
- Brian d'Arcy James jako Frank Houston (1. řada), Juliin manžel, který nemá rád divadlo a také to, když Julia pracuje na něčem novém s Tomem. Je učitelem chemie. Přeje si, aby Julia trávila více času doma. Byl rozzlobený, když mu Julie přiznala svou aférku s Michaelem Swiftem, na čas se rozdělili, ale pak se dali opět dohromady.
- Jaime Cepero jako Ellis Boyd (1. řada), Tomův a později Eileenin osobní asistent, který se pokouší získat podíl na muzikálu a chce se stát muzikálovým producentem. V průběhu první řady pokračuje ve svých intrikách, aby se mohl stát producentem, včetně toho, že málem otráví Rebeccu Duvall a řekne to Eileen, protože si myslí, že ocení jeho producentské schopnosti. Ta se ale rozzlobí a vyhazuje ho.

### Vedlejší role
- Ann Harada jako Linda, divadelní inspicientka muzikálu.
- Becky Ann Baker jako Karenina matka.
- Dylan Baker jako Roger Cartwright, Karenin otec.
- Maddie Corman jako Rene Walters, žena, která pracuje v agentuře, která pomůže Houstonovým adoptovat dítě z Číny.
- Michael Cristofer jako Jerry, Eileenin skoro exmanžel a bývalý producentský partner. Eileen několikrát v seriálu chrstla drink do Jerryho tváře.
- Thorsten Kaye jako Nick, barman, který flirtuje s Eileen. Později seznámí Eileen s novými investory a políbí ji.
- Wesley Taylor jako Bobby, člen souboru, který se nebojí říct nahlas, co si myslí.
- Eisa Davis jako Abigail, Eileenina právnička v rozvodovém řízení.
- Emory Cohen jako Leo Houston, syn Julie a Franka.
- Finnerty Steeves jako Moira, žena, která je součástí týmu pracujícím na muzikálu.
- Jennifer Ikeda jako Lianne, servírka, která pracuje ve stejné restauraci jako Karen.
- Joshua Bergasse jako Josh, asistent choreografa muzikálu.
- Phillip Spaeth jako Dennis, člen souboru a kamarád Ivy.
- Savannah Wise jako Jessica, tanečnice, která se spřátelí s Karen.
- Scott Burkhardt jako první asistent Eileen.
- Jenny Laroche jako Sue, členka sboru a Ivyina a Karenina kamarádka.
- Will Chase jako Michael Swift (1. řada), muzikálová divadelní hvězda a bývalá Juliina láska. V muzikálu byl obsazen jako Joe DiMaggio. Má krátkou milostnou aféru s Juliou, kterou ale objeví její syn a poté se rozejdou.
- Neal Bledsoe jako John Goodwin (1. řada), právník, který dostal Juliina syna Lea z vězení. Chodil s Tomem, ale zjistil, že Tom se víc zajímá o Sama.
- Tala Ashe jako R.J. (1. řada), Devova kolegyně.
- Michelle Federer (1. řada) jako Monica Swift, Michaelova bývalá žena, která jej opustila, když se dozvěděla o poměru Michaela s Juliou.
- Daniel Sunjata (2. řada) jako dramaturg[11].
- Jesse L. Martin (2. řada) jako Scott Nichols, umělecký režisér v Manhattan Theatre Workshop.
- Nikki Blonsky (2. řada) jako Margot, broadwayská produkční asistentka.
- Daphne Rubin-Vega (2. řada) jako novinářka.
- Veanne Cox jako členka obsazení Liaisons.
- Jason Kravits jako režisér Liaisons.
- Jamey Sheridan jako Richard Francis, fiktivní editor v The New York Times

### Hostující herci
- Nick Jonas jako Lyle West (od 1x04)[12], přitažlivá hvězda sitcomu. Svou kariéru začínal jako dětský herec na Broadwayi. Je potenciálním investorem muzikálu.
- Bernadette Peters jako Leigh Conroy (od 1x07)[12], Ivyina arogantní matka a legendární broadwayská hvězda.
- Uma Thurman jako Rebecca Duvall[13] (1x10-1x14), hollywoodská herečka, která chce hrát v muzikálu. Na začátku se jí tvůrci muzikálu snaží vyjít vstříc, ale později je už vytáčí svým neprofesionálním chováním a obávají se, že nemá dostatek talentu, aby mohla hrát v muzikálu. Po první veřejné zkoušce se jí pokouší Ellis dostat z muzikálu tím, že jí tajně podstrčí do pití arašídy, na které je alergická. Rebecca z muzikálu nakonec dobrovolně odejde.
- Norbert Leo Butz jako broadwayský divadelní herec (1x09), který se objevuje jako hlavní zpěvák v hudebním čísle „The Higher You Get, the Farther You Fall“ z muzikálu Heaven on Earth, do kterého se vrací Ivy jako členka sboru poté, co byla vyhozena z Marilyn.
- Grace Gummer jako Katie Rand (1x08), dcera Eileen a Jerryho.
- Jennifer Hudson jako Veronica Moore (2. řada)[14], jako broadwayská hvězda a držitelka ceny Tony, která musí platit vysokou cenu za to, aby mohla dosáhnout svých snů na Broadwayi.
- Sheryl Lee Ralph („The Song“) jako Cynthia Moore, Veroničina přehnaně ochranitelská matka a manažerka.
- Sean Hayes jako Terrence Falls (2. řada), komediální televizní a filmový herec, který má debut na Broadwayi v muzikálu Liaisons.
- Liza Minnelliová (2. řada, epizoda „The Surprise Party“).

### Cameo
Cameo aneb letmý výskyt v seriálu měly také tyto osobnosti (v závorce jsou uvedeny díly, ve kterých se objevily):
- Michael Riedel, divadelní kritik pro New York Post („Hell on Earth“)
- Jordan Roth, majitel Jujamcyn Theaters („The Callback“)
- Manny Azenburg, producent („Enter Mr. DiMaggio“, „Understudy“)
- Robyn Goodman, producent muzikálů jako Avenue Q a In the Heights („Understudy“)
- Tom Kitt, broadwayský režisér muzikálů a skladatel Next to Normal („The Callback“)
- Doug Hughes, režisér divadelních her Frozen a Doubt („Hell on Earth“)
- Ryan Tedder [12], zpěvák, textař a frontman hudební skupiny OneRepublic („The Coup“)
- Tony Yazbeck, broadwayský divadelní herec („Publicity“, „Tech“)
- Marc Kudisch, broadwayský divadelní herec („Previews“)
- Marc Shaiman, broadwayský, televizní a filmový skladatel (a také i skladatel tohoto seriálu) („Previews“)
- Scott Wittman, broadwayský, televizní a filmový skladatel (a také i skladatel tohoto seriálu) („Previews“)
- Harvey Fierstein, broadwayský divadelní a filmový herec a scenárista (2. řada)
- Annaleigh Ashford, broadwayská herečka, hvězda muzikálů Pravá blondýnka a Čarodějka („The Fallout“)
- Brynn O'Malley, broadwayská herečka, hvězda muzikálu Annie („The Fallout“)
- Mara Davi, broadwayská herečka, hvězda muzikálu A Chorus Line („The Fallout“)
- Margo Martindale, oceňovaná broadwayská herečka („The Fallout“)
- Bernard Telsey, slavný broadwayský castingový režisér („The Dramaturg“)
- Matt Bogart, broadwayský herec, hvězda muzikálu Jersey Boys („The Dramaturg“)
- Tom Galantich, broadwayský herec („The Dramaturg“)
- Jon Robin Baitz, oceňovaný scenárista („The Read-Through“)
- Kathy Fitzgerald, broadwayská herečka, hvězda muzikálu Producenti a 9 to 5: The Musical („Musical Chairs“)
- Seth Rudetsky, broadwayský rádiový moderátor a videoblogger na Playbill.com („Musical Chairs“)

## Vznik a produkce

### Koncepce
Výroba seriálu začala v roce 2009 na stanici Showtime, kde na něm pracovali tehdejší vedoucího zábavy stanice Showtime, Robert Greenblatt a Steven Spielberg, z myšlenky Spielberga, který na konceptu pro seriál pracoval celé roky. Původní koncept byl, že v každé sérii bude příprava na nový muzikál; pokud bude některý z nich „hoden jeviště“, tak ho Spielberg uvede opravdu na Broadwayi. Pořad byl hlavně inspirován seriály Západní křídlo a Upstairs, Downstairs. Greenblatt poté se i s projektem přemístil do NBC, kde je od ledna 2011 prezidentem zábavního odvětví. Theresa Rebeck napsala scénář pilotní epizody a je tvůrkyní seriálu. Výkonní producenti Craig Zadan a Neil Meron navrhli Rebeck pro seriál Spielbergovi a Greenblattovi. NBC si v lednu 2011 objednala natáčení pilotu a seriál pro televizní sezónu 2011-12.
Michael Mayer režíroval pilotní epizodu a Spielberg sloužil jako výkonný producent. Bylo hlášeno, že výroba pilotního dílu stála 7,5 milionu dolarů. Dne 11. května 2011 bylo oznámeno, že tento projekt byl televizní stanicí NBC povýšen na seriál. 15. května 2011 při vyhlášení vysílacího plánu na televizní sezónu 2011-12 bylo oznámeno, že se seriál začne vysílat v polovině této televizní sezóny. NBC se rozhodla k vysílání seriálu uprostřed sezóny proto, aby se seriál mohl vysílat po přímých přenosech soutěže The Voice v pondělí večer. 1. srpna 2011 bylo oznámeno, že premiéra seriálu bude 6. února, noci po Super Bowlu a seriál měl velmi mnoho propagačních reklam před svou premiérou. Na tiskové konferenci televize NBC bylo oznámeno, že seriál bude mít 15 epizod, které se budou shodovat s The Voice.

### Tvůrčí tým
Seriál produkuje společnost Universal Television ve spolupráci s DreamWorks. Theresa Rebeck je tvůrce seriálu a také napsala pilotní epizodu. Seriál má velké množství výkonných producentů včetně Stevena Spielberga, Craiga Zadana, Neila Merona, Rebeck, Darryla Franka a Justina Falveye. Marc Shaiman a Scott Wittman k seriálu složili hudbu a jsou i výkonnými producenty. V březnu 2012 Rebeck odstoupila z funkce výkonné producentky muzikálového seriálu. 24. dubna 2012 bylo oznámeno, že Joshua Safran, výkonný producent seriálu Super drbna bude jedním z hlavních producentů ve druhé sérii, zatímco Rebeck zůstane scenáristkou a producentkou. Nicméně 2. května 2012 Rebeck v rozhovoru řekla, že se do seriálu nebude vracet vůbec.

## Hudba
Dne 9. června 2011 bylo oznámeno, že NBC podepsala smlouvu s Columbia Records na soundtrack seriálu. Smlouvá dává Columbia Records celosvětová, digitální a fyzická práva na první sérii s možností dalších sérií. Smlouva obsahuje původní skladby napsané speciálně pro seriál a další ostatní cover verze písní, které zazněly v seriálu.
Soundtrack k seriálu vyšel 1. května 2012.

### Hudební čísla vBombshell
1. jednání
- „Let Me Be Your Star“ – Norma Jeane Mortenson
- „At Your Feet“ – Gladys, mladá Norma Jeane, turisti a obyvatelé Hollywoodu
- „Smash!“ – Norma Jeane a ctižádostivé herečky
- „Never Give All the Heart“ – Norma Jeane
- „The 20th Century Fox Mambo“ – Marilyn Monroe a zaměstnanci filmového studia 20th Century Fox
- „The National Pastime“ – Marilyn a hráči New York Yankees
- „History is Made at Night“ – Marilyn, Joe DiMaggio a milenecké páry
- „I Never Met a Wolf Who Didn't Love to Howl“ – Marilyn a vojáci
- „Mr. & Mrs. Smith“ – Marilyn a Joe DiMaggio
- „Don't Say Yes Until I Finish Talking“ – Darryl F. Zanuck a zaměstnanci studia
- „On Lexington & 52nd Street“ – Joe DiMaggio, Marilyn, reportéři a Newyorčané
- „Cut, Print...Moving On“ – Marilyn a zaměstnanci filmového studia

2. jednání
- „Public Relations“ – Marilyn a novináři
- „Dig Deep“ – Marilyn, Lee Strasberg a studenti herectví
- „Second Hand White Baby Grand“ – Marilyn
- „They Just Keep Moving the Line“ – Marilyn
- „Let's Be Bad“ – Marilyn a obsazení filmu Někdo to rád horké
- „The Right Regrets“ – Arthur Miller
- „Our Little Secret“ – John Fitzgerald Kennedy a Marilyn
- „Hang the Moon“ – Gladys a Marilyn
- „Don't Forget Me“ – Marilyn

### Hudební čísla vHit Listu
1. jednání
- „Broadway Here I Come (Pre-reprise)“ — Diva
- „Rewrite This Story“ — Amanda a Jesse
- „Good For You“ — Amanda
- „Broadway Here I Come“ — Amanda
- „The Love I Meant To Say“ — Jesse
- „Reach For Me“ — Diva
- „Original“ — Amanda
- „The Love I Meant To Say (Reprise)“ — Amanda (jako „Nina“)
- „I Heard Your Voice In a Dream“ — Jesse
- „Don't Let Me Know“ — Amanda (jako „Nina“) a Jesse
- „Pretender“ — Amanda ( jako „Nina“)
- „I'm Not Sorry“ — Amanda (jako „Nina“) a Diva
- „I Heard Your Voice In a Dream“ — Jesse
- „Caught In a Storm“ — Jesse

2. jednání
- „TBD Coming Home Song“ — Diva (jako „Sara Smith“)
- „Good For You“ — Amanda (jako „Nina“)
- „Heart-Shaped Wreckage“ — Amanda a Jesse
- „Broadway Here I Come (Reprise)“ — Amanda
- „The Love I Meant To Say (Reprise)“ — Jesse
- „The Goodbye Song“ — Jesse, Amanda, Diva a ostatní

### Divadelní představení
Během natáčení seriálu se výkonný producent Craig Zadan nechal slyšet, že by muzikál rádi převedli i do divadelní podoby, nicméně jejich prioritou je nejdříve vytvoření skvělého seriálu. V červnu 2015 se uskutečnil charitativní koncert Bombshell, kde zazněly všechny písně z muzikálu v podání herců ze seriálu. Po koncertě bylo oznámeno, že Bombshell zamíří na broadwayské jeviště. Výkonní producenti seriálu i koncertu Bombshell, Neil Meron a Craig Zadan, se stanou výkonnými producenty broadwayského uvedení.

## Mezinárodní vysílání
| Oblast             | Televizní kanál               | Premiéra řady                 |
| ------------------ | ----------------------------- | ----------------------------- |
| Austrálie          | W Channel Seven Network       | 21. února 2012 28. srpna 2012 |
| Belgie             | Prime                         | 3. dubna 2012                 |
| Brazílie           | Universal Channel Rede Record | 28. března 2012 3. dubna 2013 |
| Filipíny           | 2nd Avenue (RJTV)             | 9. února 2012                 |
| Finsko             | MTV3                          | 21. srpna 2012                |
| Francie            | TF1                           | 4. července 2012              |
| Indonésie          | Diva Universal                | 19. března 2012               |
| Island             | Stöð 2                        | 7. března 2012                |
| Itálie             | Mya (placený televizní kanál) | 19. února 2012                |
| Itálie             | La5 (neplacený tel. kanál)    | 30. listopadu 2012            |
| Izrael             | HOT3                          | 23. února 2012                |
| Jižní Afrika       | M-Net Series                  | říjen 2012                    |
| Jižní Korea        | FOX Channel Korea             | březen 2012                   |
| Japonsko           | Dlife                         | 3. listopadu 2012             |
| Kanada             | CTV                           | 6. února 2012                 |
| Latinská Amerika   | Universal Channel             | 28. března 2012               |
| Maďarsko           | M1                            | 21. března 2012               |
| Malajsie           | Diva Universal                | 19. března 2012               |
| Německo            | RTL II                        | 3. ledna 2013                 |
| Nizozemsko         | RTL 5                         | duben 2012                    |
| Norsko             | TV3                           | 5. června 2012                |
| Nový Zéland        | TV3                           | 6. září 2012                  |
| Polsko             | Canal+ Poland                 | 20. září 2012                 |
| Portugalsko        | TVSeries                      | 15. února 2012                |
| Rusko              | Diva Universal                | 11. září 2012                 |
| Singapur           | Diva Universal                | 19. března 2012               |
| Singapur           | MediaCorp Channel 5           | 30. ledna 2013                |
| Spojené království | Sky Atlantic                  | 21. dubna 2012                |
| Španělsko          | Divinity                      | 11. října 2012                |
| Švédsko            | TV3                           | 27. února 2022                |
| Thajsko            | Diva Universal                | 19. března 2012               |
| Turecko            | Universal Channel             | 16. dubna 2012                |